# Pteronymia
Genre
Pteronymia est un genre de papillons de la famille des Nymphalidae et de la sous-famille des Danainae présents en Amérique centrale et en Amérique du Sud.

## Historique et  dénomination
Le genre Pteronymia a été nommé par Arthur Butler et Herbert Druce en 1872.
Synonyme : Ernicornis Capronnier, 1874 ; Parapteronymia Kremky, 1925 ; Talamancana Brown & Freitas, 1994.

## Liste des espèces
- Pteronymia alcmena (Godman & Salvin, 1877)
- Pteronymia aletta (Hewitson, 1855)
- Pteronymia alida (Hewitson, 1855)
- Pteronymia alissa (Hewitson, 1869)
- Pteronymia artena (Hewitson, 1855)
- Pteronymia calgiria Schaus, 1902
- Pteronymia cotytto (Guérin-Méneville, [1844])
- Pteronymia dispaena (Hewitson, 1876)
- Pteronymia donella (C. & R. Felder, [1865])
- Pteronymia euritea (Cramer, [1780])
- Pteronymia forsteri Baumann, 1985
- Pteronymia fulvimargo Butler & Druce, 1872
- Pteronymia fumida Schaus, 1913
- Pteronymia gertschi Fox, 1945
- Pteronymia glauca Haensch, 1903
- Pteronymia granica (Hewitson, 1877)
- Pteronymia hara (Hewitson, 1877)
- Pteronymia latilla (Hewitson, 1855)
- Pteronymia laura (Staudinger, 1885)
- Pteronymia linzera (Herrich-Schäffer, 1864)
- Pteronymia lonera (Butler & Druce, 1872)
- Pteronymia medellina Haensch, 1905
- Pteronymia nubivaga Fox, 1947
- Pteronymia obscuratus (Fabricius, 1793)
- Pteronymia olimba Haensch, 1905
- Pteronymia oneida (Hewitson, 1855)
- Pteronymia ozia (Hewitson, 1870)
- Pteronymia parva (Salvin, 1869)
- Pteronymia picta (Salvin, 1869)
- Pteronymia primula (Bates, 1862)
- Pteronymia rufocincta (Salvin, 1869)
- Pteronymia sao (Hübner, [1813])
- Pteronymia semonis Haensch, 1909
- Pteronymia serrata Haensch, 1903
- Pteronymia simplex (Salvin, 1869)
- Pteronymia sylvo (Geyer, 1832)
- Pteronymia tamina Haensch, 1909
- Pteronymia teresita (Hewitson, 1863)
- Pteronymia ticida (Hewitson, 1869)
- Pteronymia tucuna (Bates, 1862)
- Pteronymia veia (Hewitson, 1853)
- Pteronymia vestilla (Hewitson, 1853)
- Pteronymia vestilla (Hewitson, 1853)[1].